# James Overstreet
James Overstreet (* 11. Februar 1773 in Barnwell, Barnwell County, Province of South Carolina; † 24. Mai 1822 in China Grove, North Carolina) war ein US-amerikanischer Politiker. Zwischen 1819 und 1822 vertrat er den Bundesstaat South Carolina  im US-Repräsentantenhaus.

## Werdegang
James Overstreet besuchte die öffentlichen Schulen seiner Heimat. Nach einem anschließenden Jurastudium und seiner im Jahr 1798 erfolgten Zulassung als Rechtsanwalt begann er im Barnwell County in diesem Beruf zu arbeiten. Gleichzeitig schlug er als Mitglied der Demokratisch-Republikanischen Partei eine politische Laufbahn ein.
Zwischen 1808 und 1813 war Overstreet Abgeordneter im Repräsentantenhaus von South Carolina. 1818 wurde er im vierten Wahlbezirk von South Carolina in das US-Repräsentantenhaus in Washington, D.C. gewählt, wo er am 4. März 1819 die Nachfolge von Joseph Bellinger antrat. Nach einer Wiederwahl im Jahr 1820 konnte er bis zu seinem Tod am 24. Mai 1822 im Kongress verbleiben. James Overstreet starb auf der Heimreise von Washington in China Grove (North Carolina). Dort wurde er auch beigesetzt.